# I clowns
I clowns è un falso documentario del 1970 diretto da Federico Fellini.

## Trama
Il film inizia con un ricordo semi-autobiografico di Fellini bambino. Svegliato nel cuore della notte dai rumori, il bambino si affaccia alla finestra e vede l'enorme tendone che stanno alzando nel piazzale. La mattina dopo gli spiegano: «È il circo, e se non stai buono ti faccio portare via da questi zingari». Affascinato, il fanciullo va a esplorare il mondo sotto il tendone e la sera si reca per la prima volta a vedere lo spettacolo ma ne rimane spaventato, soprattutto nel momento in cui compaiono in scena i pagliacci, che gli avevano ricordato altre figure strambe e inquietanti che popolavano il suo borgo: il matto, l'esibizionista, la monaca nana, il capostazione, il mutilato della Grande Guerra. Da questa specie di "trauma", il regista decide di intraprendere un'inchiesta in tutta Europa per comprendere e analizzare la figura professionale e storica del pagliaccio.
La prima tappa del regista, che all'inizio presenta la troupe, è al circo di Liana, Nando e Rinaldo Orfei. Dopo lo spettacolo, nella roulotte di Liliana i personaggi del circo si riuniscono con la troupe e con Anita Ekberg venuta in visita. I convenuti fanno domande, chiedono spiegazioni e si soffermano sulla differenza tra "augusto" e "clown bianco".
La troupe decide di spostarsi a Parigi, «la città che ha fatto del circo un vero spettacolo d'arte». Come per ogni inchiesta, viene interpellato un esperto (in questo caso uno storico del circo), dei testimoni (un gruppo di vecchi clown bianchi), vengono cercati dei film. Ma l'esperto si vede sistematicamente togliere la parola, i testimoni sono reticenti o troppo vecchi e si contraddicono, negli archivi della TV francese i filmati non si trovano più o sono troppo corti per ricavarne qualcosa. L'inchiesta è deludente e il regista è costretto ad ammettere che il circo non ha più motivo di esistere nell'attuale società e che il clown è definitivamente morto.
La terza parte del film è la messa in scena, appunto, della morte del clown. Lo piangono i colleghi, fra lazzi e spruzzi d'acqua. Il direttore del circo chiede rispetto per la vedova (un clown vestito da donna), mentre il notaio legge il testamento. Arrivano alcuni pagliacci-falegnami che con martelli e chiodi fabbricano una cassa per il morto. Un giornalista intanto chiede a Fellini qual è il messaggio del film, ma un secchio che si rovescia sulla sua testa gli impedisce di dare una risposta, mentre un secondo secchio arriva sulla testa dell'intervistatore. I numeri comici possono quindi proseguire indisturbati e finiscono per spaventare per la loro violenza, fino a creare la distruzione totale del set per fuoco e acqua. Dalla bara si solleva in alto il morto, che vola in alto.
La festa è finita, un vecchio clown stanco chiede al regista se può tornare a casa. Intanto gli racconta del numero che faceva con il suo compagno che credeva morto e che si metteva a cercarlo con la tromba. Dalle opposte gradinate del circo i due clown si chiamano a suon di tromba e intanto scendono nella pista. Si incontrano al centro e, seguiti dal fascio di luce del riflettore, escono di scena suonando.

## Produzione
Durante la lavorazione di Fellini Satyricon, si era fatto avanti Martin Poll, produttore statunitense, proponendo Love Duets, film in due episodi separati, da girare in coppia con Ingmar Bergman. Alla conferenza stampa tenuta a Roma nel gennaio 1969, i due registi davano ormai per scontata la realizzazione di questo progetto, ma vennero a mancare le risorse economiche. Federico Fellini, ritrovatosi senza programmi, ripensò alla recente esperienza dello special televisivo realizzato per l'americana NBC (Block-notes di un regista) che aveva avuto un grande ascolto (era stato trasmesso ben quattro volte in poco più di dodici mesi) e volle tentare un'analoga possibilità con la televisione italiana.
Scartata una miniserie su Pinocchio, propostagli dai dirigenti Rai (che fu poi realizzata da Comencini), il regista cominciò a lavorare su una storia dei pagliacci da svolgere in forma semi documentario, con ricordi autobiografici, bozzetti, caricature, interviste. Tra spedizioni in Italia e a Parigi, tra ripensamenti e nuove idee, il film prendeva forma durante la preparazione stessa, in undici settimane di riprese contro le cinque previste. Inizialmente, Zapponi e il cineasta avevano previsto la partecipazione di Charlie Chaplin nel finale del film, ma il progetto sfumò per problemi di budget e per le cattive condizioni di salute del maestro; la produzione dovette accontentarsi di una breve partecipazione della figlia Victoria.
Pur consapevole di fare un lavoro diretto a un altro tipo di pubblico e destinato a un mezzo che prediligeva i primi piani rispetto alle grandi panoramiche, Fellini girò in 35 mm con pellicola a colori, senza tentare di adattare la propria estetica al piccolo schermo. Le riprese ebbero inizio ad Anzio il 23 marzo, con spostamenti a Ostia, a Parigi per finire a Cinecittà. Durante le riprese, seguendo la scia de I Clowns, Fellini ebbe l'idea di girare un altro semi documentario: nacque così il soggetto di Roma, affidato sempre al produttore Elio Scardamaglia, ma che tuttavia alla fine venne realizzato da un altro produttore, Turi Vasile.

## Distribuzione
Il film venne presentato il 30 agosto alla 31ª edizione del Festival di Venezia. Venne trasmesso in prima visione televisiva sul Programma Nazionale della Rai il 25 dicembre 1970, in bianco e nero; due giorni dopo iniziò la distribuzione nelle sale cinematografiche nella sua versione originale a colori.
Nel 1977 venne riedito in coppia con l'episodio di Tre passi nel delirio Toby Dammit, col titolo 2 Fellini 2; in questa versione la voce di Fellini è doppiata da Gigi Proietti. Nel 2019 fu restaurato dalla Cineteca di Bologna e proposto nella retrospettiva "Il cinema ritrovato".

## Accoglienza

### Critica
- Guglielmo Biraghi scrisse una recensione sottolineando come nel film ci fossero numerosi richiami auto-referenziali, una sorta di costante creativa tipica di Fellini.[8]
- Giovanni Grazzini apprezzò moltissimo la prima parte della pellicola, rimarcando come «con mirabile purezza d'immagine e inimitabile forza icastica, accomuna nel ricordo la meraviglia per la gente del circo e lo stupore per i personaggi deformi della sua provincia natale».[9]
- Philip French del quotidiano inglese The Guardian lodò il documentario descrivendolo come un racconto «fantasioso sulla storia e la natura di un'arte morente». Secondo il critico inglese, fu anche una anticipazione tematica di Amarcord.[10][11]

## Riconoscimenti
1970 - Mostra internazionale d'arte cinematografica
- Premio Pasinetti a Federico Fellini

1971 - Nastro d'argento
- Migliori costumi a Danilo Donati
- Candidatura alla migliore musica a Nino Rota

1971 - David di Donatello
- David speciale per la produzione a Rai Produzione

1971 - National Board of Review
- Migliori film stranieri